# Ryūe Nishizawa
Ryūe Nishizawa (jap. 西沢 立衛 Nishizawa Ryūe; * 1966 in Kanagawa) ist ein japanischer Architekt und Träger des Pritzker-Preis.

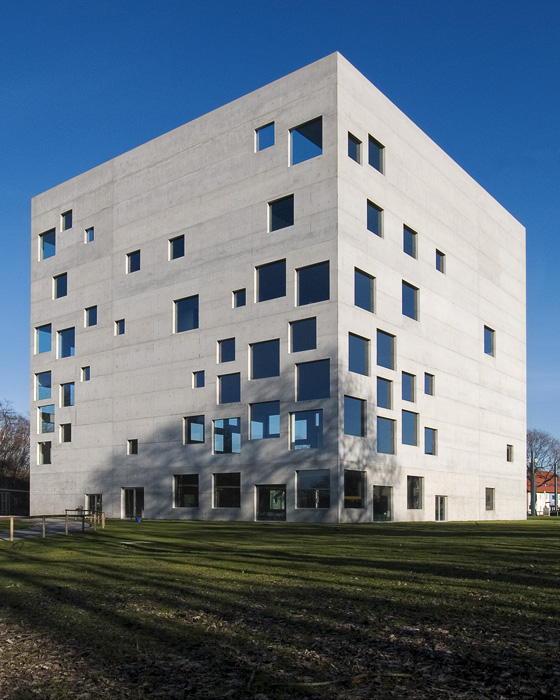
Zollverein-Kubus

## Werdegang
Nishizawa studierte an der Staatlichen Universität Yokohama und gründete 1997 Office of Ryue Nishizawa. 1995 gründete er mit Kazuyo Sejima das Architekturbüro SANAA. 2004/05 lehrte er als Internationaler Gastprofessor an der Peter Behrens School of Arts. 2015 wurde er von Raphael Zuber an die EPF Lausanne eingeladen.

## Bauten
- 1997–1998: Wochenendhaus, Präfektur Gunma
- 1999–2000 Takeo Head Office Store, Präfektur Tokio
- 1999–2001: Wohnhaus, Kamakura
- seit 2001: Apartmenthaus, Ichikawa
- 2003: Love Planet Museum, Präfektur Okayama
- 1999–2004: Museum für Zeitgenössische Kunst, Kanazawa
- 2002–2004: Funabashi Apartmenthaus, Präfektur Chiba
- 2004: Geschäftsgebäude Benesse Art Site Naoshima, Präfektur Kagawa
- 2005: Zollverein-Kubus, Essen
- 2005: Honmura Lounge & Archive, Präfektur Kagawa
- 2008: Towada Art Center, Präfektur Aomori
- 2009: Pavillion, Serpentine Gallery, London
- 2002–2010: Eda Apartmenthaus, Präfektur Kanagawa
- 2002–2010: Moriyama Haus, Präfektur Tokio[1]
- 2003–2010: Video Pavillon, Präfektur Kagawa
- 2003–2010: Wohnhaus, Tianjin
- 2004–2010: Wohnhaus, Präfektur Tokio
- 2010: Rolex Learning Center, Lausanne
- 2010: Teshima Art Museum, Präfektur Kagawa[2]
- 2011: House and Garden, Tokio[3]
- 2012: Runde Fabrikhalle, Vitra Campus-Weil am Rhein mit NKBAK[4]

## Preise
- 2005: Rolf-Schock-Preis mit Kazuyo Sejima (SANAA)
- 2007: Kunstpreis Berlin mit Kazuyo Sejima (SANAA)[5]
- 2010: Pritzker-Preis mit Kazuyo Sejima (SANAA)[6]